# Quenquém-rajada
Acromyrmex aspersus é uma espécie de inseto do gênero Acromyrmex, pertencente à família Formicidae.